# Вальсеме
Вальсеме́ (фр. Valsemé) — коммуна во Франции, находится в регионе Нижняя Нормандия. Департамент коммуны — Кальвадос. Входит в состав кантона Камбреме. Округ коммуны — Лизьё.
Код INSEE коммуны — 14723.

## Население
Население коммуны на 2010 год составляло 280 человек.
| 1962 | 1968 | 1975 | 1982 | 1990 | 1999 | 2010 |
| ---- | ---- | ---- | ---- | ---- | ---- | ---- |
| 152  | 143  | 121  | 129  | 184  | 247  | 280  |

## Экономика
В 2010 году среди 188 человек трудоспособного возраста (15—64 лет) 147 были экономически активными, 41 — неактивными (показатель активности — 78,2 %, в 1999 году было 79,9 %). Из 147 активных жителей работали 139 человек (77 мужчин и 62 женщины), безработных было 8 (2 мужчин и 6 женщин). Среди 41 неактивных 14 человек были учениками или студентами, 15 — пенсионерами, 12 были неактивными по другим причинам.